# Terugvindpost
Een terugvindpost (tvp) is een post (reactie) op een internetforum waarmee een gebruiker de discussie kan blijven volgen zonder inhoudelijk te reageren.

## Gebruik
Internetfora omvatten dikwijls tientallen verschillende discussielijnen. Wanneer een gebruiker in een discussielijn reageert, verschijnen er vervolgens meldingen in zijn profiel wanneer anderen ook in die discussielijn reageren. Op die manier wordt een gebruiker in staat gesteld de discussie te volgen.
Soms wil een gebruiker een bepaalde discussielijn volgen - omdat het onderwerp hem interesseert - zonder dat hij zelf wil reageren. Om ervoor te zorgen dat hij toch meldingen krijgt van nieuwe reacties, moet hij dus toch een reactie plaatsen. Zo'n niet-inhoudelijke reactie wordt een terugvindpost genoemd en bevat doorgaans niet meer dan de letters 'tvp'.
Inmiddels is het plaatsen van terugvindposts vaak niet meer nodig, omdat internetfora zelf mogelijkheden bieden om discussielijnen waar men niet in heeft gereageerd op te slaan of handmatig toe te voegen aan een lijst met te volgen discussies. Het plaatsen van terugvindposts wordt tegenwoordig dan ook vaak gezien als vervuiling en ongewenst gedrag. Afhankelijk van de policy van het forum, worden terugvindposts verwijderd en worden gebruikers die terugvindposts plaatsen soms uitgesloten van de discussie.